# White key
「white key」（ホワイト・キー）は、日本の歌手・鈴木あみの4枚目のシングル。1998年12月16日にSMEJ Associated Recordsから発売された。

## 概要
- 前作「all night long」と同様に、アルペンのスノーボードブランド「kissmark」のCMソングに起用された。
- カップリング曲の「もうじき朝になるのに」は、鈴木自身が初めて作詞を手掛けた。同楽曲はオリジナル・ベスト共にアルバム未収録となっている。
- SMEJ Associated Recordsからのリリースとしては本作が最後となった。

## 収録曲
| #         | タイトル                     | 作詞           | 作曲・編曲 | 作曲・編曲           | 時間 |
| --------- | ---------------------------- | -------------- | ---------- | -------------------- | ---- |
| 1.        | 「white key」                | MARC・小室哲哉 |            | 久保こーじ・小室哲哉 | 4:39 |
| 2.        | 「white key (doze off mix)」 |                |            |                      | 4:33 |
| 3.        | 「もうじき朝になるのに」     | 鈴木あみ       |            | 久保こーじ           | 3:16 |
| 4.        | 「white key (TV mix)」       |                |            |                      | 4:39 |
| 合計時間: | 合計時間:                    | 合計時間:      | 合計時間:  | 17:07                |      |

クレジット
- Produced : 小室哲哉
- Remixed (#2) : 松本零士